# Antonio Annetto Caruana
Antonio Annetto Caruana (ur. 14 maja 1830, zm. 3 marca 1905), znany również jako A. A. Caruana – maltański archeolog i pisarz.

## Życiorys
Urodzony w Valletcie na Malcie, od wczesnych lat dorosłości Caruana wykazywał się niezwykłym poziomem znajomości literatury klasycznej. Otrzymawszy tytuł doktora z teologii,  Caruana rozpoczął długą karierę na Uniwersytecie Maltańskim, będąc najpierw jego sekretarzem, a następnie rektorem przez wiele lat.
W roku 1880 mianowany został bibliotekarzem i strażnikiem antyków (Librarian and Keeper of Antiquities) w Bibliotece Narodowej Malty, które to stanowisko piastował do roku 1896. Przypisuje mu się wprowadzenie szeregu znaczących zmian w tej instytucji. Był równocześnie dyrektorem ds. edukacji królewskiej administracji Malty (1887–1896).
Caruana jest prawdopodobnie najbardziej znany z racji swojej działalności jako archeolog, który opublikował kilka książek i artykułów, w tym Report on the Phoenician and Roman Antiquities in the group of the islands of Malta, wydany po raz pierwszy w roku 1882. Pracował przy odsłanianiu Ħaġar Qim, kompleksu świątyń neolitycznych, oraz Domvs Romana w Rabacie. W roku 1860, wraz z kpt Stricklandem, dokonał swoich pierwszych wykopalisk w katakumbach, zaś od roku 1871, przez następne 30 lat, odkrywał na wyspach maltańskich niezliczone grobowce i katakumby, do których często dostęp był bardzo utrudniony. Również, w roku 1894, pracował przy oczyszczaniu i pomiarach katakumb św. Pawła.
Chociaż wiele jego pomysłów zostało w późniejszych latach zakwestionowanych, Caruana uważany jest na Malcie za pioniera na polu zarządzania dziedzictwem kulturowym.

## Życie osobiste
Caruana zrezygnował z zostania księdzem, aby poślubić Marię Metropoli, jedną z trzech córek dr Giuseppe Metropoli, notariusza Kurii Rzymskiej na Malcie, którego dwie pozostałe córki wyszły za 6. hrabiego Preziosi oraz Salvatore dei Duchi Mattei. Ich jedyny syn, Giovanni Caruana, był, żyjącym w XX wieku maltańskim filozofem i prawnikiem konstytucyjnym, zięciem wiktoriańskiego architekta Emanuele Luigiego Galizii. Jeden z bezpośrednich potomków Caruany poślubił maltańską dziennikarkę śledczą Daphne Caruana Galizię. Caruana mieszkał przy 266, St Paul's Street w Valletcie.